# Грелевский, Стефан
 Стефан Грелевский  (пол. Stefan Grelewski; 3 июля 1898, Двикозы, Свентокшиское воеводство — 9 мая 1941, Дахау, Бавария) — блаженный Римско-католической церкви, священник, педагог, польский писатель и журналист, мученик. Входит в число 108 блаженных польских мучеников, беатифицированных Римским Папой Иоанном Павлом II во время его посещения Варшавы 13 июня 1999 года.

## Биография
В октябре 1921 года Стефан Грелевский был рукоположен в священника, после чего обучался в Люблинском Католическом университете на кафедре канонического права. Своё богословское обучение закончил в 1924 году в Страсбурге, где защитил диплом на звание доктора права. В 1925 году вернулся в Польшу, где стал исполнять должностные обязанности генерального секретаря в организации «Христианский Рабочий Союз» в городе Радоме. С 1928—1931 гг. работал префектом в школах для рабочих, с января 1932 года до начала осени 1939 года работал в государственной гимназии в Радоме.
С начала немецкой оккупации Польши стал преподавать в подпольных условиях, за что был арестован 24 января 1941 года вместе со своим братом Казимежем Грелевским и отправлен в концентрационный лагерь Освенцим, позднее был переведён в концентрационный лагерь Дахау, где погиб от голода 9 мая 1941 года.
Его концентрационный номер — 25281.

## Литературная деятельность
Стефан Грелевский сделал переводы на польский язык сочинения немецких богословов Карла Адама «Иисус Христос», Адольфа Бертрама «Харизмы души и пастырское служение» и «На службе Католической Акции». В 1937 году Стефан Грелевский издал книгу «Протестантское учение и религиозные секты в Польше». Публиковал многочисленные статьи на богословские темы в польских периодических изданиях «Mały Dziennik», «Kurier Warszawski», «Słowo Narodu», «Przewodnik Katolicki», «Ateneum Kapłański». В 1930 году основал журнал «Prawda Katolicka», главным редактором которого был до 1935 года. В 1933 году участвовал в организации в Радоме Евхаристического Конгресса.

## Прославление
13 июня 1999 года был беатифицирован римским папой Иоанном Павлом II вместе с другими польскими мучениками Второй мировой войны.
День памяти — 12 июня.

## Публикации
- Z powrotem na łono Kościoła Katolickiego : karty z życia konwertytów (1934)
- Wyznania protestanckie w Polsce (1934)
- Kościół Narodowy w Polsce, jego zasady, organizacja i rozwój (1936)
- Wyznania protestanckie i sekty religijne w Polsce współczesnej (1937)
- Sekty religijne w Polsce współczesnej (1937)